# Berkshire and Hampshire Railway
Die Berkshire and Hampshire Railway, auch Berks and Hants Railway, war eine Bahngesellschaft in England in der Grafschaft Berkshire, westlich von London.
Die Gesellschaft wurde am 30. Juni 1845 durch die Great Western Railway gegründet und am 14. Mai 1846 von der GWR übernommen.
Am 21. Dezember 1847 wurde die Bahnstrecke von Reading nach Hungerford, als Weiterführung der Newbury-Strecke der GWR, eröffnet, am 1. November 1848 folgte die Inbetriebnahme der Strecke von Reading (Southcote Junction) nach Basingstoke. Die zuerst in Breitspur von 2,140 Meter ausgeführten Strecken wurden am 21. Juli 1873 auf Normalspur von 1,435 Meter umgenagelt.